# Ейбакабад
Ейбакабад (перс. ايبك اباد) — село в Ірані, у дегестані Машгад-е Мікан, у Центральному бахші, шахрестані Ерак остану Марказі. За даними перепису 2006 року, його населення становило 728 осіб, що проживали у складі 207 сімей.

## Клімат
Середня річна температура становить 13,14 °C, середня максимальна – 33,23 °C, а середня мінімальна – -10,29 °C. Середня річна кількість опадів – 281 мм.
| Клімат поселення                              | Клімат поселення | Клімат поселення | Клімат поселення | Клімат поселення | Клімат поселення | Клімат поселення | Клімат поселення | Клімат поселення | Клімат поселення | Клімат поселення | Клімат поселення | Клімат поселення | Клімат поселення |
| Показник                                      | Січ.             | Лют.             | Бер.             | Квіт.            | Трав.            | Черв.            | Лип.             | Серп.            | Вер.             | Жовт.            | Лист.            | Груд.            |                  |
| Середній максимум, °C                         | 7,53             | 10,75            | 15,59            | 20,13            | 24,98            | 31,88            | 33,23            | 32,30            | 27,66            | 21,62            | 15,05            | 8,52             |                  |
| Середня температура, °C                       | −1,38            | 1,83             | 6,69             | 11,22            | 16,08            | 22,98            | 26,88            | 25,94            | 21,30            | 15,26            | 8,71             | 2,15             |                  |
| Середній мінімум, °C                          | −10,29           | −7,08            | −2,22            | 2,32             | 7,17             | 14,07            | 20,54            | 19,59            | 14,94            | 8,90             | 2,34             | −4,18            |                  |
| Норма опадів, мм                              | 41               | 39               | 50               | 34               | 27               | 3                | 1                | 1                | 0                | 12               | 29               | 44               |                  |
| Середньомісячна швидкість вітру, м/с          | 2.02             | 2.04             | 2.91             | 3.04             | 2.77             | 2.60             | 2.72             | 2.50             | 2.25             | 2.30             | 1.74             | 2.14             |                  |
| Середньомісячна сонячна радіація, кДж/м²·день | 8942             | 12428            | 14923            | 18364            | 22354            | 26862            | 25941            | 24047            | 21045            | 15548            | 10894            | 8818             |                  |
| --------------------------------------------- | ---------------- | ---------------- | ---------------- | ---------------- | ---------------- | ---------------- | ---------------- | ---------------- | ---------------- | ---------------- | ---------------- | ---------------- | ---------------- |
| Джерело:                                      |                  |                  |                  |                  |                  |                  |                  |                  |                  |                  |                  |                  |                  |